# In 80 Tagen um die Welt (Oper)
In 80 Tagen um die Welt ist eine Oper in zwei Akten des britischen Komponisten Jonathan Dove, die am 17. November 2024 in der Oper Zürich uraufgeführt wurde. Die Oper für Kinder und Junggebliebene ab sieben Jahren basiert auf dem Roman Reise um die Erde in 80 Tagen von Jules Verne. Das Libretto stammt von Peter Lund.

## Handlung
Max liebt es, Bücher zu lesen. Besonders das Buch "In 80 Tagen um die Welt" von Jules Verne hat es ihm angetan. Es ist eine alte Geschichte, aber voller Abenteuer. Damals war die Welt noch sehr groß und Reisen war noch nicht so angenehm und schnell wie heute. Max will in Ruhe weiterlesen, aber er wird von Josi gestört, die ihn zur Klimademo mitnehmen möchte. Josi wird wütend und schreit Max an, dass er in seinem Buch stecken bleiben soll. Plötzlich findet sich Max als Passpartout wieder und ist mit Phileas Fogg zur großen Reise um die Welt bereit. Es gibt Wetten in London, ob Fogg es schaffen wird, rechtzeitig zurück zu sein. Fogg hat behauptet, er könne die Welt in 80 Tagen umrunden und hat dafür eine Wette abgeschlossen. Die Reise beginnt in Ägypten, wo sie auf den Detektiv Fix treffen, der Fogg verfolgt, weil er glaubt, dass er eine Bank in London ausgeraubt hat. Die Reise geht weiter nach Bombay, wo sie knapp einer Verhaftung entkommen. Dann reisen sie weiter nach Kalkutta und müssen unterwegs einige Hindernisse überwinden. Schließlich rettet Max eine Frau vor dem Feuertod und führt Miss Aouda in ihre Reisegruppe ein. In Hongkong versucht Max, Karten für das Schiff nach Amerika zu organisieren, wird aber von Fix betrogen und mit Opium betäubt. Dennoch schafft es Max, rechtzeitig auf das Schiff zu gelangen, während Fogg und Aouda es verpassen und mit einem kleinen Boot hinterherreisen müssen. Es gibt Schiffbruch, aber alle werden gerettet und erreichen schließlich Amerika. Von dort aus reisen sie mit dem Zug nach New York, aber auch diese Reise verläuft nicht ohne Probleme. Max wird von Sioux-Indianern gefangen genommen, kann sich aber mit ihnen anfreunden und mit ihrer Hilfe erreichen sie schließlich New York. Auf dem Ozean geht ihnen die Kohle aus und sie müssen das Schiff verbrennen, um schwimmend die letzte Strecke nach England zu überwinden. Phileas Fogg wird kurz vor Ablauf der Wette von Detektiv Fix festgenommen, aber in letzter Minute stellt sich heraus, dass Fogg unschuldig ist und die Wette gewinnt. Max kehrt zurück in die Realität und Josi erinnert ihn daran, dass sie zur Demo müssen.

## Orchester
Die kammermusikalische Instrumentalbesetzung der Oper enthält die folgenden Instrumente:
- Holzbläser: Flöte (auch Piccolo), Oboe (auch Englischhorn), Klarinette (auch Bassklarinette), Fagott (auch Kontrafagott)
- Blechbläser: zwei Hörner, zwei Trompeten, Posaune, Tuba
- Pauken, Schlagzeug (zwei Spieler)
- Harfe
- Klavier (auch Celesta)
- fünf Streicher (zwei Violinen, Viola, Violoncello, Kontrabass)

## Werkgeschichte
Die Oper entstand im Auftrag der Oper Zürich. Der Librettist Peter Lund inszenierte die Uraufführung am 17. November 2024 auf der großen Bühne des Opernhauses Zürich. Die musikalische Leitung der Philharmonie Zürich hatte Michael Richter. Für die Ausstattung zeichneten Ulrike Reinhard und Hanna Sophie Stejskal verantwortlich. Das Lichtdesign besorgte Franck Evin. Die Videos erstellte Andreas Ivancsics. Die Solisten der Uraufführung waren Rebeca Olvera (Josi), Indyana Schneider (Aouda), Andrew Owens (Max), Felix Gygli (Phineas Fogg), Ruben Drole (Fix), Flavia Stricker (Lord Crookneck, Konsul, Heizer), Irène Friedli (Sir Pumpkin, Elefantenführer) und Christian Sturm (Mr. Butternut, Schaffner, Sailor, Indianerhäuptling). Es agierte der Statistenverein am Opernhaus Zürich.